# Тумар

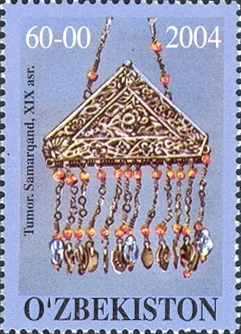

Тумар представлял собой специальный серебряный, реже — золотой футлярчик, в который вкладывался собственно талисман (амулет), оберегающий от сглаза и болезней, бесплодия и нечистой силы. Такое украшение сопровождало человека практически с первых дней появления на свет — новорождённого малыша обязательно защищал треугольный амулет. Тумар стал непременной частью общего, в том числе свадебного, комплекса ювелирных украшений, его ношение обеспечивало защиту и благополучие его владельцу.
Казахские тумары представлены четырьмя основными формами: треугольный амулет (тумарша), прямоугольный подмышечный (колтыкша), трубчатый (бойтумар), сложносоставной треугольный трубчатый.